# Marie-Antoine Roy
Marie-Antoine Roy OFM (* 24. März 1893 in Saint-Michel-de-Bellechasse, Québec, Kanada; † 27. Oktober 1948) war ein kanadischer Ordensgeistlicher und römisch-katholischer Bischof von Edmundston.

## Leben
Marie-Antoine Roy studierte Philosophie und Katholische Theologie am Priesterseminar in Québec. Er empfing am 6. August 1916 durch den Erzbischof von Québec, Louis-Nazaire Kardinal Bégin, das Sakrament der Priesterweihe. Anschließend wurde Roy Pfarrvikar in der Pfarrei Sainte-Croix-de-Lotbinière. 1917 trat er in Montreal der Ordensgemeinschaft der Franziskaner bei und legte am 16. Juli 1918 die einfache Profess ab. Drei Jahre später folgte die feierliche Profess.
Am 9. Juni 1945 ernannte ihn Papst Pius XII. zum ersten Bischof von Edmundston. Der Apostolische Delegat in Kanada, Erzbischof Ildebrando Antoniutti, spendete ihm am 15. August desselben Jahres die Bischofsweihe; Mitkonsekratoren waren der Bischof von Bistum Saint John, New Brunswick, Patrick Albert Bray CIM, und der Bischof von Bathurst, Camille-André LeBlanc. 